# 유영선 (작곡가)
유영선(1957년 9월 30일 ~ 2021년 8월 27일)은 대한민국의 작곡가, 기타 연주자이다. '77 MBC 서울가요제로 데뷔하여 조용필과 함께 하는 밴드인 위대한 탄생에 참여했고 1989년 유영선과 커넥션을 결성했다. 작곡가로서는 조용필의 〈청춘시대〉, 김혜림의 〈디디디〉, 《아내의 유혹》 OST 〈용서 못해〉 등을 썼다.